# Jean Bapteur
Jean Bapteur (?1427 - ?1458) foi um pintor do estilo gótico, provavelmente de origem suíça, nascido em Friburgo. 
Trabalhou para a corte de Amadeu VIII de Saboia e depois para seu filho, Luís, Duque de Saboia. A partir de 1430, substituiu Giacomo Jaquerio como pintor real. Instalou, assim, uma oficina de iluminuras no Castelo de Ripaille. 
Inspirou-se pelas Les très riches heures du duc de Berry dos Irmãos Limbourg. Contudo, após uma viagem à Itália, começou a adicionar influências de Giotto, especialmente suas pinturas na Cappella degli Scrovegni e Ambrogio Lorenzetti, no Palazzo Comunale, de Siena.
Sua única obra  com autoria certa são as iluminuras da primeira parte do manuscrito chamado Apocalypse figuré des ducs de Savoie, conservado hoje na Biblioteca do Escorial. A parte atribuída à Jean Bapteur foi realizada entre 1428 e 1434. A obra foi finalizada por Péronet Lamy e Jean Colombe.  